# 皇明祖训
《皇明祖训》，明太祖朱元璋主持编撰训诫子孙的书籍。
洪武六年（1373年）时颁布称之为《祖训录》，洪武二十八年（1395年）九月修定後再颁布，改名为《皇明祖训》。全书十三章，现在北京图书馆与台湾、日本都有藏本。其全文收录于《四库全书存目丛书》中。
祖训中没有提到禁止宦官干政，有后人对此感到奇怪。

## 内容
序言
箴戒，后改名祖训首章
- 禁用酷刑
- 禁立丞相
- 处置犯法皇亲国戚的方法
- 对四方各国的方针（15個不征之国）
- 皇帝需要谨慎持国，并注意自身安危
- 亲王当谨守祖法，勿失亲亲之义

持守
- 远优伶、正后宫秩序、不偏听偏见、认真国务

严祭祀
- 祭天地、宗庙、社稷、神灵、历代帝王、孔子等的日程、斋戒等

谨出入
- 当皇帝出行或预备出行，遇到凶兆时的对策

慎国政
- 皇帝不可偏听偏信，大小官员百工伎艺允许御前闻奏，防止奸人舞弊
- 不允许官民上书赞美大臣，以防王莽篡汉再现

礼仪：和亲王相关的礼仪问题
- 亲王封国拥有宗庙、社稷等祭坛
- 元旦、天子寿日、帝王生日时亲王府的庆贺方式
- 天子下诏时，亲王的迎接方式
- 朝臣前往或途径亲王封地时，须四拜。如果故意迂回绕行，斩
- 王府文武官及城内官员拜见亲王的规定
- 皇子、皇孙、皇弟、皇侄、皇伯叔（祖）、从孙进贺表时的称呼规范
- 亲王来朝及拜见天子的相关规定
- 子孙姓名规定（每一支拟定20字，一代人用一字）

法律
- 皇族有过失时的训诫
- 朝廷宣召亲王须持金符
- 亲王封国的文武官任命
- 平民侮慢亲王、官员诬告亲王、奸臣侵占亲王宅邸的处理
- 亲王有重罪时的处理
- 臣民有罪，不得鸩杀
- 亲王不得结交各种平民，不得接受上书陈言
- 若朝廷使者所说事情不合道理，必是奸臣离间
- 凡朝廷新天子正位，诸王遣使奉表称贺，谨守边藩，三年不朝。如朝廷循守祖宗成规，委任正臣，内无奸恶，三年之后，亲王仍依次来朝。如朝无正臣，内有奸恶，则亲王训兵待命，天子密诏诸王，统领镇兵讨平之。
- 凡朝廷无皇子，必兄终弟及，须立嫡母所生者。庶母所生，虽长不得立。
- 凡王国内，时常点检军中，不许隐匿逃亡。

内令
- 后妃的支出须上报记账
- 后妃不得与宫外联系，不得干政
- 天子与亲王所用宫人必须是良家子女，不得受大臣推送，不许狎近娼妓

内官
- 各监、门、司、局的名称和设置官职品级
- 东宫、王府、公主府的设置官职品级（内官）

职制
- 封爵时授予的册、宝、印、诰命的标准
- 皇族的男子、女子的封号名称
- 宗人府的设立
- 亲王府的官员调派
- 王府的设置官职品级（普通官员）
- 指挥使司的设置官职

兵卫
- 王府护卫的数量
- 亲王入朝，以王子监国，仪仗须鲜明整肃
- 朝廷调兵须同时有文书与亲王及守镇官员，官员必须得到亲王令旨才可发兵
- 王国的守镇兵和护卫兵的相关规定
- 亲王可以教练军士，每月遍数不拘
- 亲王仪仗的具体规定

营缮
- 诸王宫室依照已定格式营造，不许超过规模（燕王府因用元朝皇宫而除外）；若后代繁衍过多，则可以继续营造
- 各王的封地位置
- 诸王不得建造离宫、别殿、台榭游玩去处

供用
- 亲王每年俸禄，十月底由所在地政府一次发放
- 各级皇族的俸禄额度的具体规定
- 郡王子继承王位后（即二代郡王开始），俸禄折半

## 參见
- 大明律